# Hyangsan
Hyangsan (kor. 향산군, Hyangsan-gun) – powiat w Korei Północnej, we wschodniej części prowincji P’yŏngan Północny. W 2008 roku liczył 52 350 mieszkańców. Graniczy z powiatami Hŭich’ŏn (prowincja Chagang) od północy, Nyŏngwŏn (prowincja P’yŏngan Południowy od wschodu, Kujang od zachodu oraz Unsan od północnego zachodu. Przez powiat przebiega 303-kilometrowa linia kolejowa Manp’o, łącząca miasto Sunch’ŏn (prowincja P’yŏngan Północny) i Manp’o (prowincja Chagang).

## Historia
Przed wyzwoleniem Korei spod okupacji japońskiej tereny należące do powiatu wchodziły w skład powiatu Nyŏngbyŏn. W obecnej formie powstał w wyniku gruntownej reformy podziału administracyjnego w grudniu 1952 roku. W jego skład weszły wówczas tereny należące wcześniej do miejscowości T'aepy'ŏng, Puksinhyŏn i Namsong (11 wsi). Pierwotnie składał się z jednego miasteczka (Hyangsan-ŭp) i 26 wsi (kor. ri).

## Podział administracyjny powiatu
W skład powiatu wchodzą następujące jednostki administracyjne:
| Nazwa jednostki administracyjnej | Rodzaj jednostki administracyjnej | Hangul   |
| -------------------------------- | --------------------------------- | -------- |
| Hyangsan-ŭp                      | miasteczko                        | 향산읍   |
| Kajwa-ri                         | wieś                              | 가좌리   |
| Kwanha-ri                        | wieś                              | 관하리   |
| Kudu-ri                          | wieś                              | 구두리   |
| Rohyŏn-ri                        | wieś                              | 로현리   |
| Ryongsŏng-ri                     | wieś                              | 룡성리   |
| Rimhŭng-ri                       | wieś                              | 림흥리   |
| Ripsŏk-ri                        | wieś                              | 립석리   |
| Puksinhyŏn-ri                    | wieś                              | 북신현리 |
| Sangno-ri                        | wieś                              | 상로리   |
| Sangsŏ-ri                        | wieś                              | 상서리   |
| Sŏkch'ang-ri                     | wieś                              | 석창리   |
| Suyang-ri                        | wieś                              | 수양리   |
| Sinhwa-ri                        | wieś                              | 신화리   |
| Unbong-ri                        | wieś                              | 운봉리   |
| Josan-ri                         | wieś                              | 조산리   |
| Ch'ŏnsu-ri                       | wieś                              | 천수리   |
| Ch'ŏngsong-ri                    | wieś                              | 청송리   |
| T'aepy'ŏng-ri                    | wieś                              | 태평리   |
| Hasŏ-ri                          | wieś                              | 하서리   |
| Ham'yang-ri                      | wieś                              | 함양리   |